# ماركو نيكوليتش (لاعب كرة قدم مواليد 1979)
ماركو نيكوليتش (بالصربية: Марко Николић)‏ هو لاعب كرة قدم ومدرب كرة قدم صربي في مركز الوسط، ولد في 20 يوليو 1979 في بلغراد في صربيا. لعب مع نادي بارتيزان.

## وصلات خارجية
- ماركو نيكوليتش (لاعب كرة قدم مواليد 1979) على موقع قاعدة بيانات كرة القدم.إي يو (الإنجليزية)
- ماركو نيكوليتش (لاعب كرة قدم مواليد 1979) على موقع Soccerway.com (الإنجليزية)
- ماركو نيكوليتش (لاعب كرة قدم مواليد 1979) على موقع عالم كرة القدم.نت (الإنجليزية)